# Amand (imię)
Amand – imię męskie pochodzące od łacińskiego Amandus wywodzące się od słowa amara, 'kochać'. Amand to ten, „który powinien być kochany”. Istnieje trzech świętych patronów tego imienia.
Imię należy do imion rzadko nadawanych. W styczniu 2024 w rejestrze PESEL, wśród publicznie dostępnych danych dotyczących osób żyjących, wykazano 10 mężczyzn o imieniu Amand nadanym jako imię pierwsze. Dla porównania, najczęściej nadane jako męskie imię pierwsze – Piotr, nosi 689313 osób.
Amand imieniny obchodzi:
- 6 lutego, jako wspomnienie św. Amanda, biskupa Maastricht[1][4]
- 18 czerwca, jako wspomnienie św. Amanda, biskupa Bordeaux[1][4]
- 26 października, jako wspomnienie św. Amanda, biskupa Strasburga[1].

Żeński odpowiednik: Amanda.

## Imię Amand w innych językach[5]
- łacina – Amandus
- angielski – Amand
- czeski – Amand
- francuski – Amand
- hiszpański – Amando
- niemieckl – Amand, Amandus
- słowacki – Amand
- włoski – Amando.

## Mężczyźni noszący imię Amand
- Amandus — przywódca Bagaudae w powstaniu przeciwko Rzymowi w Galii i Hiszpanii.